# Campionati mondiali di bob 2016
I Campionati mondiali di bob 2016, sessantunesima edizione della manifestazione organizzata dalla Federazione Internazionale di Bob e Skeleton, si sono tenuti dal 12 al 21 febbraio 2016 ad Igls, in Austria, sulla pista olimpica omonima, la quale ha ospitato le competizioni iridate per la quarta volta nel bob a due uomini, per la terza nel bob a quattro e per la prima assoluta nel bob donne e nella prova a squadre.
Le vittorie sono state conquistate nel bob a due uomini dal pilota tedesco Francesco Friedrich insieme al frenatore Thorsten Margis, rispettivamente al loro terzo e secondo trionfo iridato, nella gara femminile dalla connazionale Anja Schneiderheinze insieme alla frenatrice Annika Drazek mentre la prova del bob a quattro ha visto il successo dell'equipaggio lettone guidato da Oskars Melbārdis insieme ai compagni Daumants Dreiškens, Arvis Vilkaste e Jānis Strenga i quali regalano al proprio paese la prima medaglia d'oro mondiale nella storia del bob.
Anche questa edizione dei mondiali, come ormai da prassi iniziata nella rassegna di Schönau am Königssee 2004, si è svolta contestualmente a quella di skeleton e proprio insieme agli atleti di quest'ultima disciplina è stato assegnato il titolo nella gara a squadre che ha visto trionfare la squadra tedesca.
Il 16 gennaio 2019 la IBSF confermò le sanzioni inflitte ad Aleksandr Kas'janov, Il'vir Chuzin, Aleksej Puškarëv e Maksim Belugin in seguito alla vicenda doping emersa dopo le olimpiadi di Soči 2014, sospendendo Kas'janov, Chuzin e Puškarëv sino al 12 dicembre 2020, e Belugin sino all'8 giugno 2019, escludendoli da tutti i risultati ufficiali ottenuti dal 14 febbraio 2014 sino a quelle date, pertanto essi sono stati squalificati da tutti gli eventi a cui hanno preso parte in questa rassegna continentale.

## Risultati

### Bob a due uomini
La gara si è disputata il 13 ed il 14 febbraio nell'arco di quattro manches ed hanno preso parte alla competizione 34 compagini in rappresentanza di 19 differenti nazioni; campione uscente era l'equipaggio tedesco pilotato da Francesco Friedrich, che vince il suo terzo titolo consecutivo dopo i trionfi nelle edizioni di Sankt Moritz 2013 e Winterberg 2015 insieme al frenatore Thorsten Margis, che bissa il successo dell'edizione 2015, davanti all'altra coppia tedesca formata da Johannes Lochner e Joshua Bluhm, argento anche nel 2015 e campioni mondiali juniores in carica e agli svizzeri Beat Hefti e Alex Baumann, laureatisi campioni europei a Sankt Moritz la settimana precedente.
| Pos. | Atleti                              | Nazione       | Tempo   | Distacco |
| ---- | ----------------------------------- | ------------- | ------- | -------- |
|      | Francesco Friedrich Thorsten Margis | Germania      | 3'26"09 |          |
|      | Johannes Lochner Joshua Bluhm       | Germania      | 3'26"26 | +0"17    |
|      | Beat Hefti Alex Baumann             | Svizzera      | 3'26"31 | +0"22    |
| 4    | Bruce Tasker Joel Fearmon           | Regno Unito   | 3'26"51 | +0"42    |
| 5    | Oskars Melbārdis Daumants Dreiškens | Lettonia      | 3'26"59 | +0"50    |
| 6    | Chris Spring Lascelles Brown        | Canada        | 3'26"78 | +0"69    |
| 7    | Won Yun-jong Seo Young-woo          | Corea del Sud | 3'27"12 | +1"03    |
| 8    | Justin Kripps Alexander Kopacz      | Canada        | 3'27"31 | +1"22    |
| 9    | Benjamin Maier Markus Sammer        | Austria       | 3'27"35 | +1"26    |
| 10   | Rico Peter Thomas Amrhein           | Svizzera      | 3'27"42 | +1"33    |

### Bob a due donne
La gara si è disputata il 12 ed il 13 febbraio nell'arco di quattro manches ed hanno preso parte alla competizione 18 compagini in rappresentanza di 8 differenti nazioni; il titolo è stato conquistato dalla tedesca Anja Schneiderheinze, argento nel 2015, insieme alla frenatrice Annika Drazek stabilendo anche il nuovo record della pista nella prima discesa con 52”94, davanti alla coppia canadese composta dalla campionessa olimpica in carica Kaillie Humphries e da Melissa Lotholz; campionessa uscente era la statunitense Elana Meyers-Taylor, che in questa occasione ha concluso al terzo posto insieme alla compagna Lauren Gibbs.
| Pos. | Atleti                                  | Nazione     | Tempo   | Distacco |
| ---- | --------------------------------------- | ----------- | ------- | -------- |
|      | Anja Schneiderheinze Annika Drazek      | Germania    | 3'32"28 |          |
|      | Kaillie Humphries Melissa Lotholz       | Canada      | 3'32"71 | +0"33    |
|      | Elana Meyers-Taylor Lauren Gibbs        | Stati Uniti | 3'32"87 | +0"49    |
| 4    | Stephanie Schneider Lisa-Marie Buckwitz | Germania    | 3'33"89 | +1"01    |
| 5    | Jamie Greubel-Poser Cherrelle Garrett   | Stati Uniti | 3'33"61 | +1"23    |
| 6    | Christina Hengster Sanne Dekker         | Austria     | 3'33"72 | +1"34    |
| 7    | Mariama Jamanka Erline Nolte            | Germania    | 3'34"02 | +1"64    |
| 8    | Katie Eberling Kehri Jones              | Stati Uniti | 3'34"30 | +1"92    |
| 9    | Elfje Willemsen Sophie Vercruyssen      | Belgio      | 3'34"61 | +2"23    |
| 10   | Aleksandra Rodionova Nadežda Viderker   | Russia      | 3'34"64 | +2"26    |

### Bob a quattro
La gara si è disputata il 20 e il 21 febbraio nell'arco di quattro manches ed hanno preso parte alla competizione 30 compagini in rappresentanza di 17 differenti nazioni; campione uscente era l'equipaggio tedesco pilotato da Maximilian Arndt, che ha concluso al settimo posto, e il titolo è stato conquistato dal team lettone guidato da Oskars Melbārdis con i compagni Daumants Dreiškens, Arvis Vilkaste e Jānis Strenga i quali regalano alla nazione baltica la prima medaglia d'oro nella storia del bob, davanti all'altra compagine tedesca condotto da Francesco Friedrich, già vincitore del suo terzo titolo mondiale nel bob a due in questa stessa edizione, insieme a Candy Bauer, Gregor Bermbach e Thorsten Margis, e a quella svizzera guidata da Rico Peter con Bror van der Zijde, Thomas Amrhein e Simon Friedli, al loro primo podio iridato.
| Pos. | Atleti                                                              | Nazione       | Tempo   | Distacco |
| ---- | ------------------------------------------------------------------- | ------------- | ------- | -------- |
|      | Oskars Melbārdis Daumants Dreiškens Arvis Vilkaste Jānis Strenga    | Lettonia      | 3'24"27 |          |
|      | Francesco Friedrich Candy Bauer Gregor Bermbach Thorsten Margis     | Germania      | 3'24"31 | +0"04    |
|      | Rico Peter Bror van der Zijde Thomas Amrhein Simon Friedli          | Svizzera      | 3'24"49 | +0"22    |
| 4    | Nico Walther Marko Hübenbecker Christian Poser Eric Franke          | Germania      | 3'24"66 | +0"39    |
| 5    | Benjamin Maier Marco Rangl Markus Sammer Dănuț Ion Moldovan         | Austria       | 3'24"68 | +0"41    |
| 6    | Johannes Lochner Sebastian Mrowka Matthias Sommer Joshua Bluhm      | Germania      | 3'75"89 | +0"48    |
| 7    | Maximilian Arndt Alexander Rödiger Kevin Korona Ben Heber           | Germania      | 3'24"76 | +0"49    |
| 8    | Aleksej Stul'nev Maksim Mokrousov Vasilij Kondratenko Roman Košelev | Russia        | 3'25"45 | +1"18    |
| 9    | Oskars Ķibermanis Jānis Jansons Matīss Miknis Vairis Leiboms        | Lettonia      | 3'25"57 | +1"30    |
| 10   | John James Jackson Brad Hall John Baines Andrew Matthews            | Gran Bretagna | 3'25"78 | +1"51    |

### Gara a squadre
La gara si è disputata il 14 febbraio ed ogni squadra nazionale ha potuto prendere parte alla competizione con due formazioni; nello specifico la prova ha visto la partenza di uno skeletonista, di un equipaggio del bob a due femminile, di una skeletonista e di un equipaggio del bob a due maschile per ognuna delle 14 formazioni, che hanno gareggiato ciascuno in una singola manche; la somma totale dei tempi così ottenuti ha laureato campione la squadra tedesca di Axel Jungk, Anja Schneiderheinze, Franziska Bertels, Tina Hermann, Johannes Lochner e Joshua Bluhm davanti a quella austriaca formata da Matthias Guggenberger, Christina Hengster, Sanne Dekker, Janine Flock, Benjamin Maier e Dănuț Ion Moldovan e all'altra compagine tedesca composta da Michael Zachrau, Stephanie Schneider, Anne Lobenstein, Jacqueline Lölling, Nico Walther e Jannis Bäcker.
| Pos. | Squadra                   | Atleti | Tempo   | Distacco |
| ---- | ------------------------- | --- | ------- | -------- |
|      | Germania I                | Axel Jungk Anja Schneiderheinze / Franziska Bertels Tina Hermann Johannes Lochner / Tino Paasche                  | 3'31"47 |          |
|      | Austria I                 | Matthias Guggenberger Christina Hengster / Sanne Dekker Janine Flock Benjamin Maier / Dănuț Ion Moldovan          | 3'32"93 | +1"46    |
|      | Germania II               | Michael Zachrau Stephanie Schneider / Anne Lobenstein Jacqueline Lölling Nico Walther / Jannis Bäcker             | 3'33"05 | +1"58    |
| 4    | Canada I                  | Dave Greszczyszyn Kaillie Humphries / Kasha Lee Jane Channell Justin Kripps / Ben Coakwell                        | 3'33"35 | +1"88    |
| 5    | Stati Uniti II            | Kyle Brown Jamie Greubel-Poser / Terra Evans Kendall Wesenberg Nick Cunningham / James Reed                       | 3'33"55 | +2"08    |
| 6    | Stati Uniti I             | Matthew Antoine Elana Meyers-Taylor / Lauren Gibbs Anne O'Shea Steven Holcomb / Samuel McGuffie                   | 3'33"63 | +2"16    |
| 7    | Canada II                 | Barrett Martineau Alysia Rissling / Julia Corrente Elisabeth Vathje Chris Spring / Samuel Giguere                 | 3'33"73 | +2"26    |
| 8    | Regno Unito I             | Dominic Edward Parsons Mica McNeill / Aleasha Kiddle Laura Deas Bruce Tasker / John Baines                        | 3'33"79 | +2"32    |
| 9    | Squadra Internazionale II | Evan Neufeldt Christine de Bruin / Janine McCue Katie Uhlaender Justin Olsen / Evan Weinstock                     | 3'33"95 | +2"48    |
| DSQ  | Russia I                  | Aleksandr Tret'jakov Aleksandra Rodionova / Julija Šokšueva Elena Nikitina Aleksandr Kas'janov / Maksim Mokrousov | -       | -        |

## Medagliere
| Posizione | Nazione     | Oro | Argento | Bronzo | Totale |
| --------- | ----------- | --- | ------- | ------ | ------ |
| 1         | Germania    | 3   | 2       | 1      | 6      |
| 2         | Lettonia    | 1   | 0       | 0      | 1      |
| 3         | Austria     | 0   | 1       | 0      | 1      |
| 3         | Canada      | 0   | 1       | 0      | 1      |
| 5         | Svizzera    | 0   | 0       | 2      | 2      |
| 6         | Stati Uniti | 0   | 0       | 1      | 1      |
| Totale    | Totale      | 4   | 4       | 4      | 12     |